# Національна галерея Канади

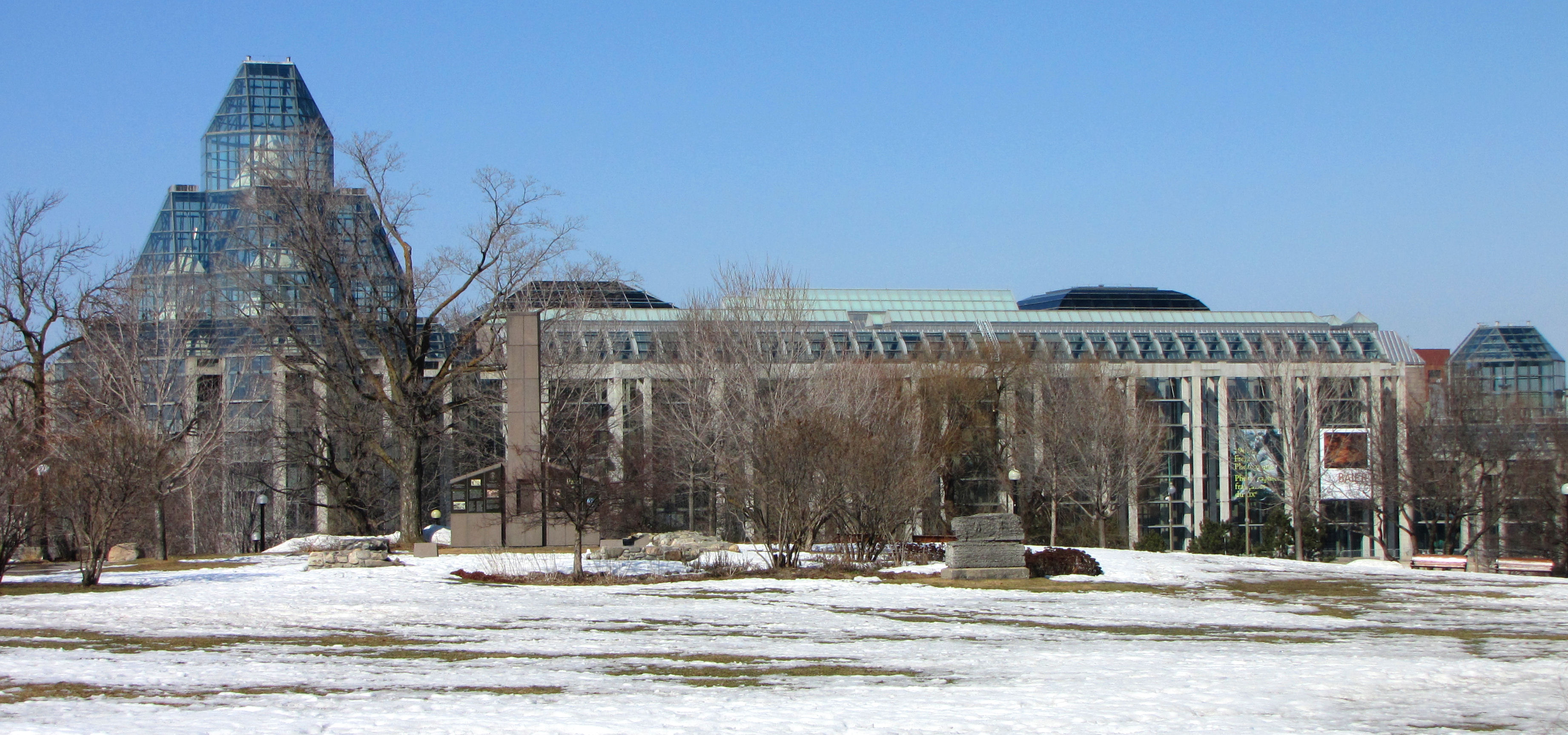
Національна галерея Канади

Національна галерея Канади (англ. The National Gallery of Canada, фр. Musée des beaux arts du Canada) — галерея мистецтва в Оттаві на вулиці Сассекс недалеко від Парламентського пагорба.

## Історія
У 1880 генерал-губернатор Канади Джон Кемпбелл відкрив національну галерею, а вже у 1882 її перенесено на Парламентський пагорб в Оттаві.
У 1911 галерея переселилася в будинок «Меморіальний музей ім. Королеви Вікторії» (англ. Victoria Memorial Museum) — нині «Канадський Природничий Музей» (англ. Canadian Museum of Nature), (фр. Musée Canadien de la nature).
У 1913 Парламент Канади прийняв Закон про «Національну Галерею Канади» (англ. National Gallery Act), гарантуючи їй кошти з канадського бюджету.
У 1962 році галерея переїхала на Елгін Стріт, а у 1988  році на вулицю Сассекс, де знаходиться донині.

## Колекція

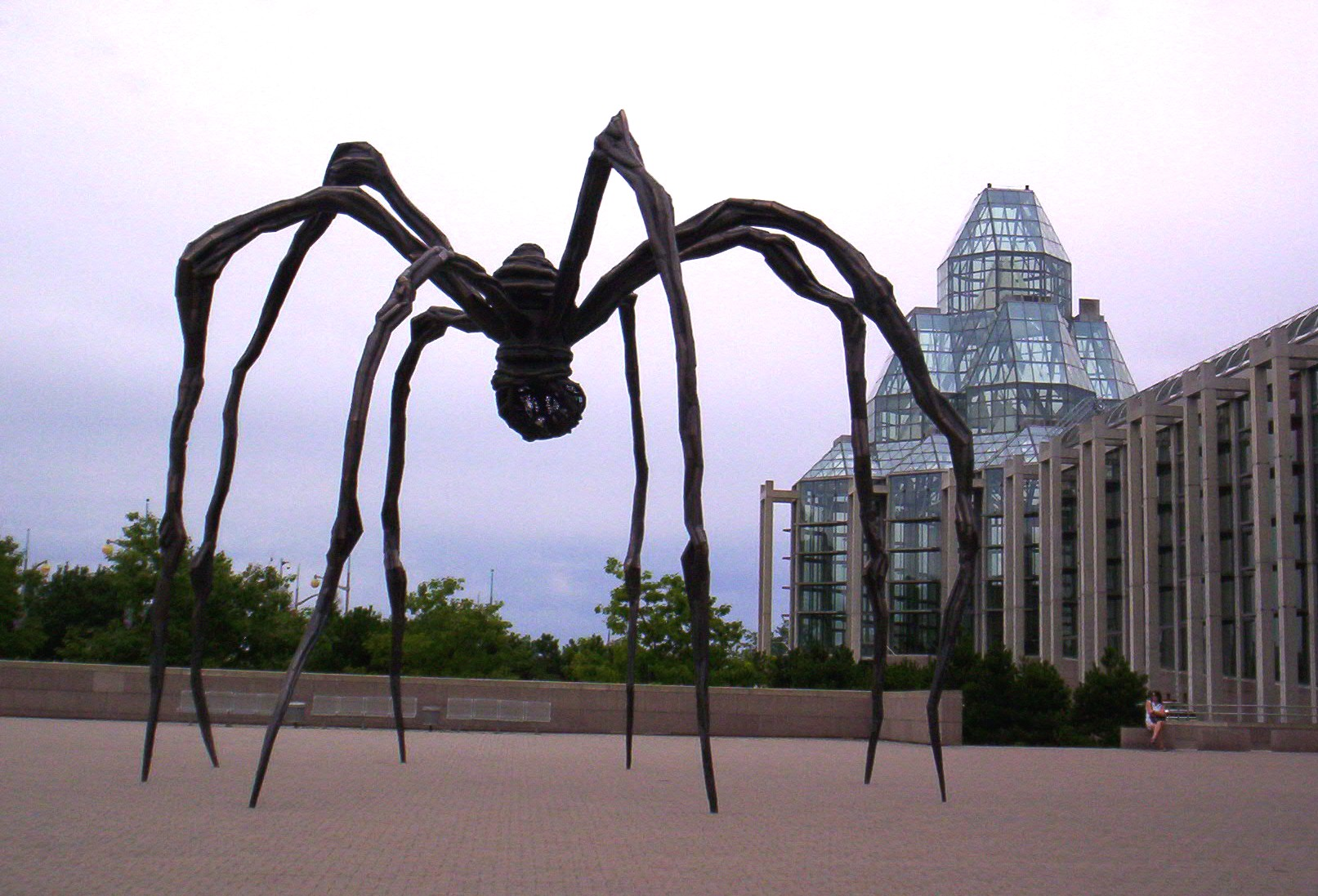
Гігантські металеві «Павуки», які називають «Маман»

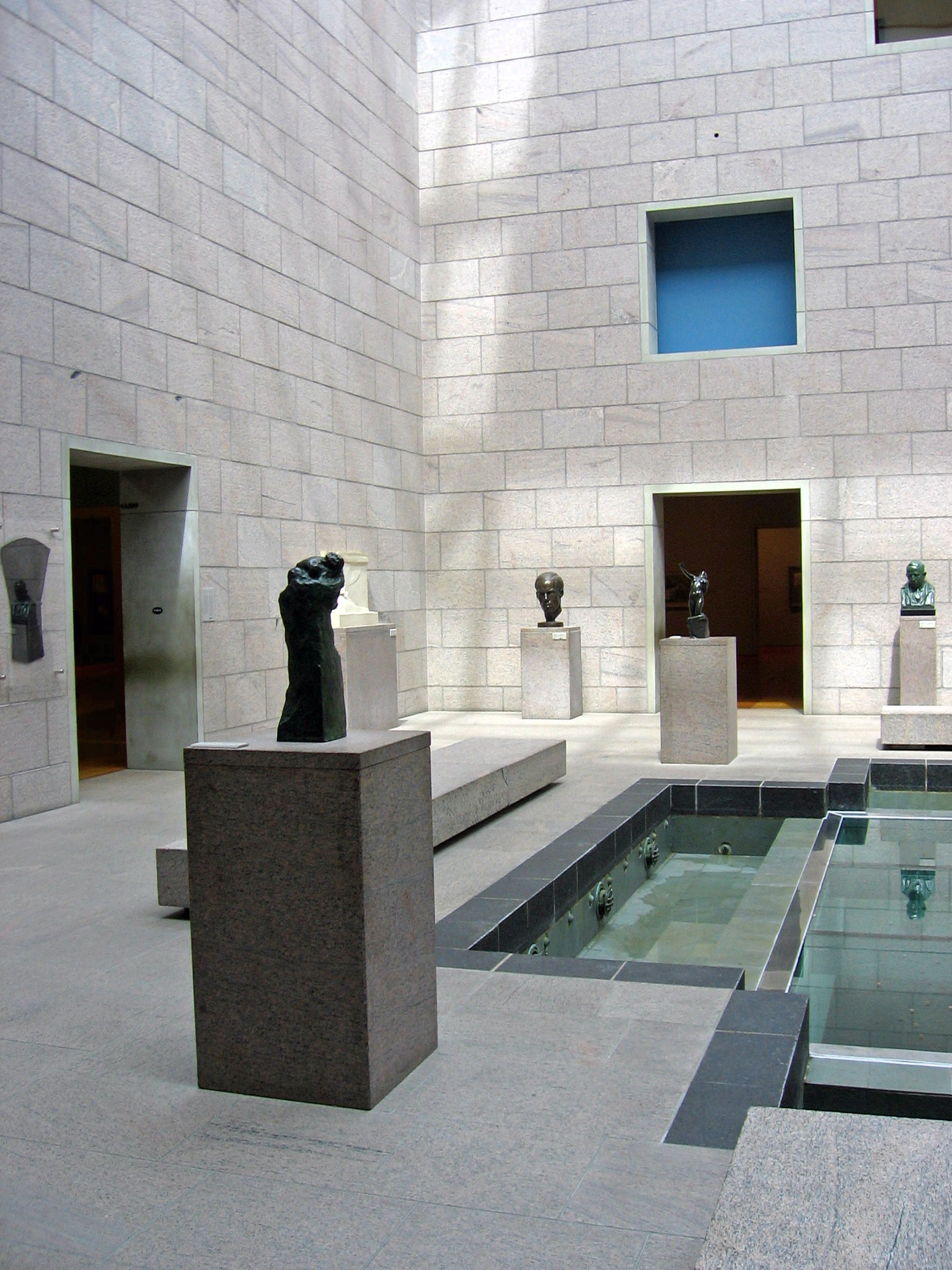
Скульптурний зал галереї

Виставкові зали Національної галереї Канади в основному вміщують експозиції картин, малюнків, скульптур і фотографій канадських митців; тут також представлено твори видатних європейських та американських митців. Є в галереї також широка колекція сучасного мистецтва, яка включає мистецтво Енді Воргола.
Канадську колекцію складає «Том Томсон» (англ. Tom Thomson), «Група Сімох» (англ. Group of Seven), «Емілі Карр» (англ. Emily Carr) і «Алекс Кольвіль» (англ. Alex Colville).
У 2005 р. галерея отримала картини італійського художника Франческо Сальвіаті і бронзові скульптури Луїзи Буржуа — гігантські металеві «Павуки», які мають назву «Маман» (фр. Maman).

## Відомі автори, картини яких представлені в галереї
- Рембрандт ван Рейн
- Енді Воргол
- Піт Мондріан
- Пітер Пауль Рубенс
- Ганс Балдонґ (англ. Hans Baldung)
- Поль Сезанн
- Джанет Кардиф (англ. Janet Cardiff)
- Сальвадор Далі
- Каміль Піссарро
- Ґустав Клімт
- Вінсент ван Гог
- Том Томсон
- Карл Бім (англ. Carl Beam)
- Луїза Буржуа
- Поль Сезанн
- Марк Шагал
- Джексон Поллок
- Анрі Матісс
- Клод Моне
- Рене Магрітт
- Лоренцо Берніні
- Джон Констабль
- Томас Лоренс
- Френсіс Бекон «Портрет Номер 1»
- Енді Воргол «10 варіацій Мао Цзедуна»
- Бенджамін Вест «Смерть генерала Вольфа»
- Огюст Роден
- Фернан Леже «Механіка»
- Жорж Брак «Порт Антверпена»
- Пабло Пікассо «Столик»
- Лукас Кранах Старший «Венера»
- Барнетт Ньюман
- Моріс Калін

## Галерея обраних творів

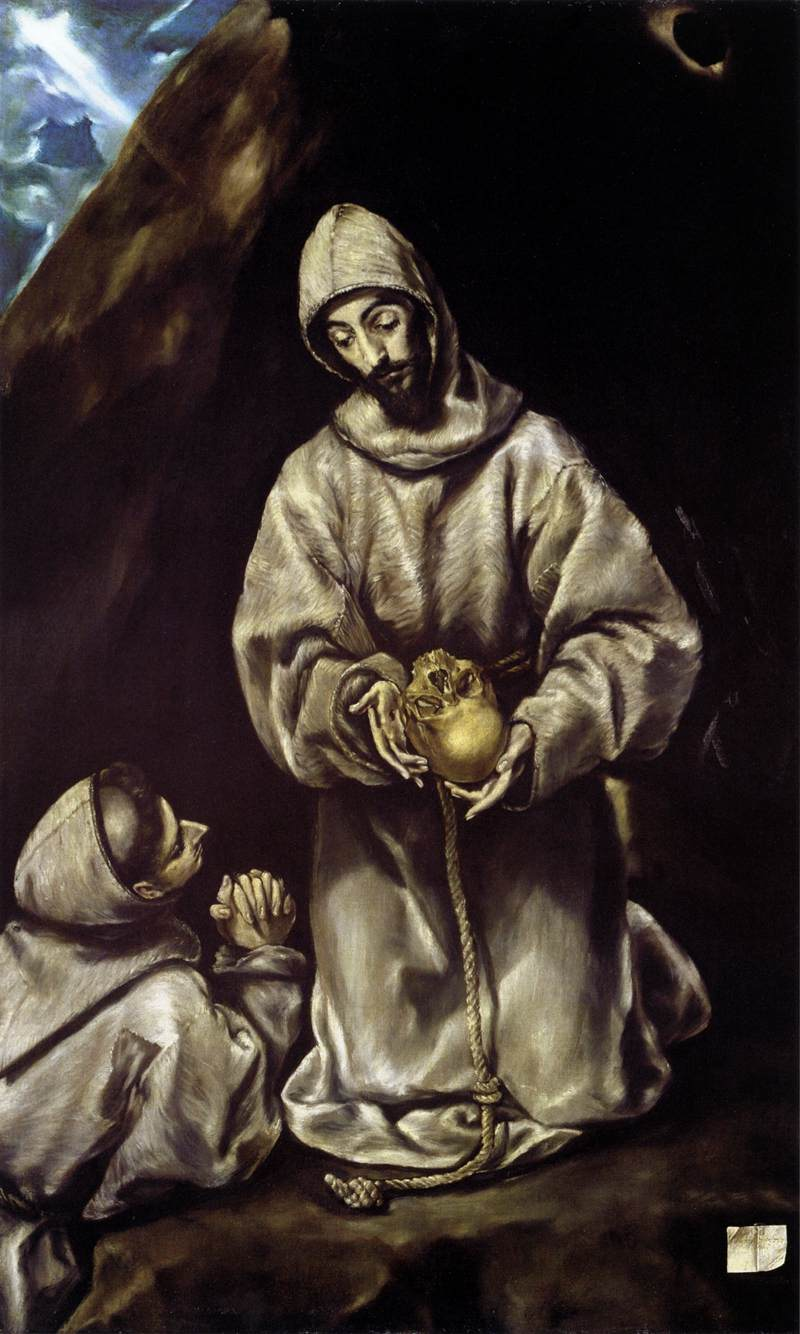
Ель Ґреко.«Св. Франциск Ассізький з ченцем-послідовником», бл. 1602
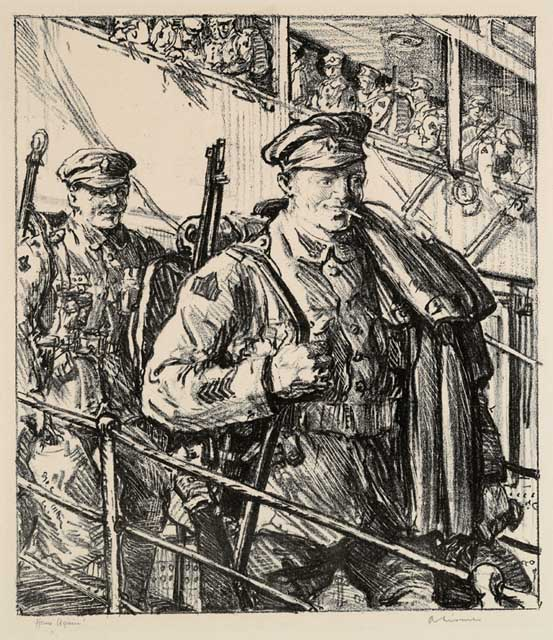
Артур Лісмер. «Повернення додому вояків з 1-ї світової війни», літографія, до 1919
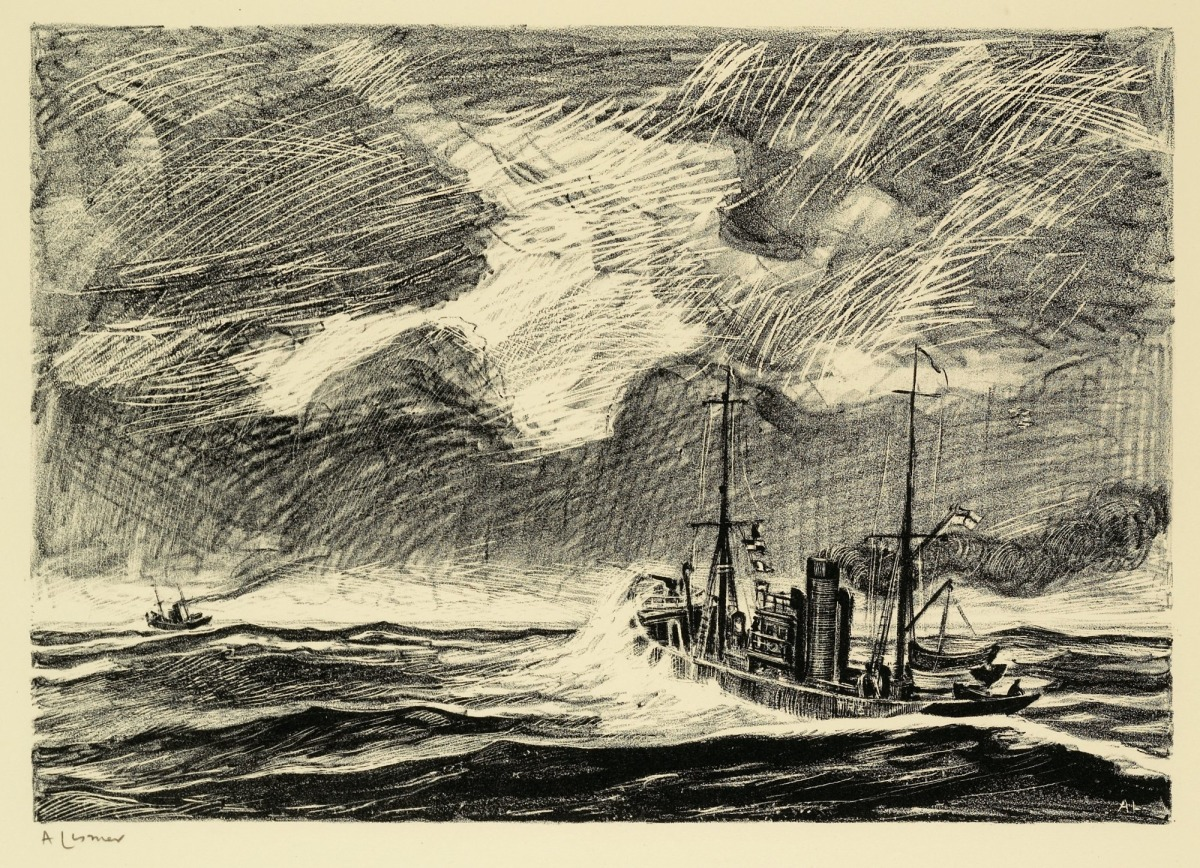
Артур Лісмер. «Полювання за підводними човнами», літографія, до 1919
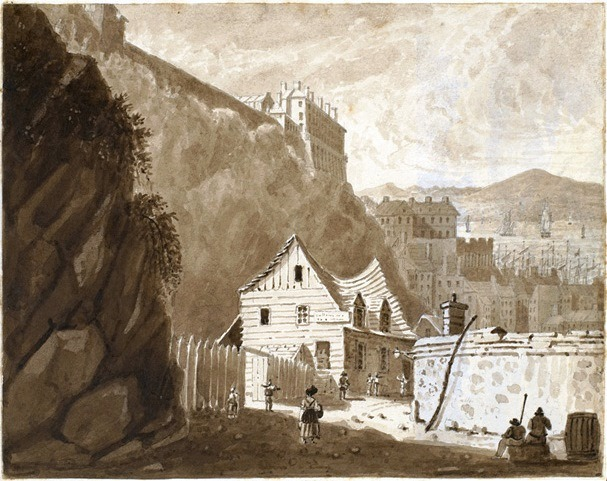
«Заміський будинок Сен Луї, Квебек», малюнок, до 1927
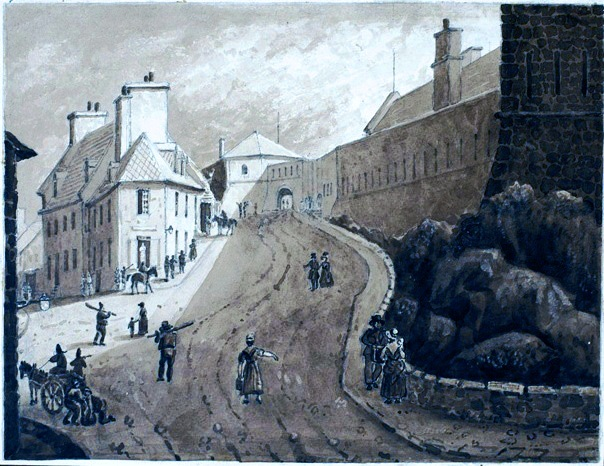
Джон Кровфорд молодший. «Брама до фортеці Квебек», малюнок, до [[1825]
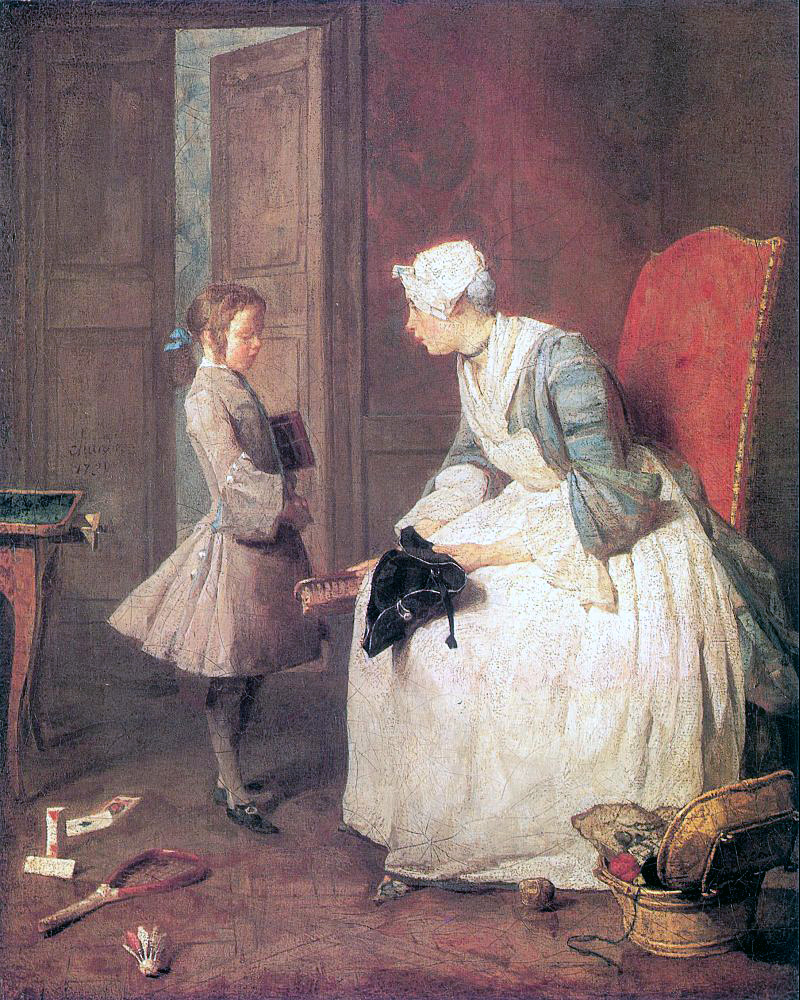
Шарден. «Виховання», 1739
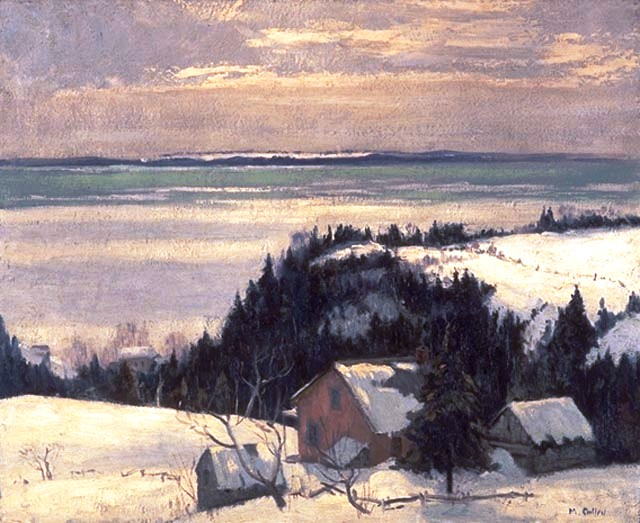
Моріс Ґелбрайт Кюрен. «Березень», 1921
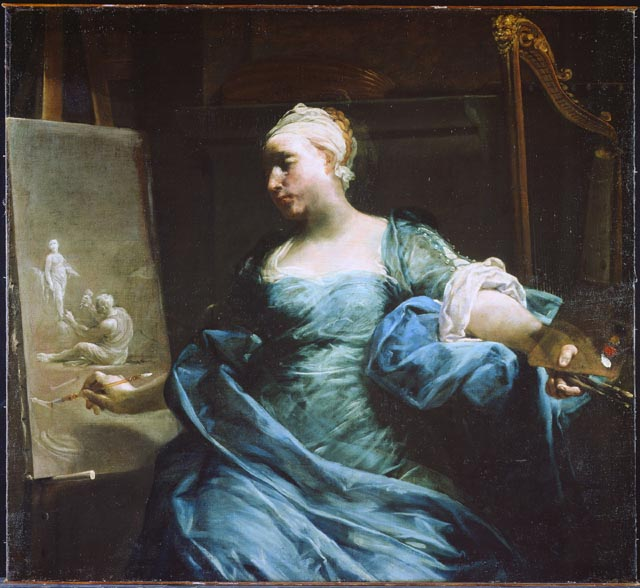
Дж. М. Креспі. «Алегорія мистецтв»
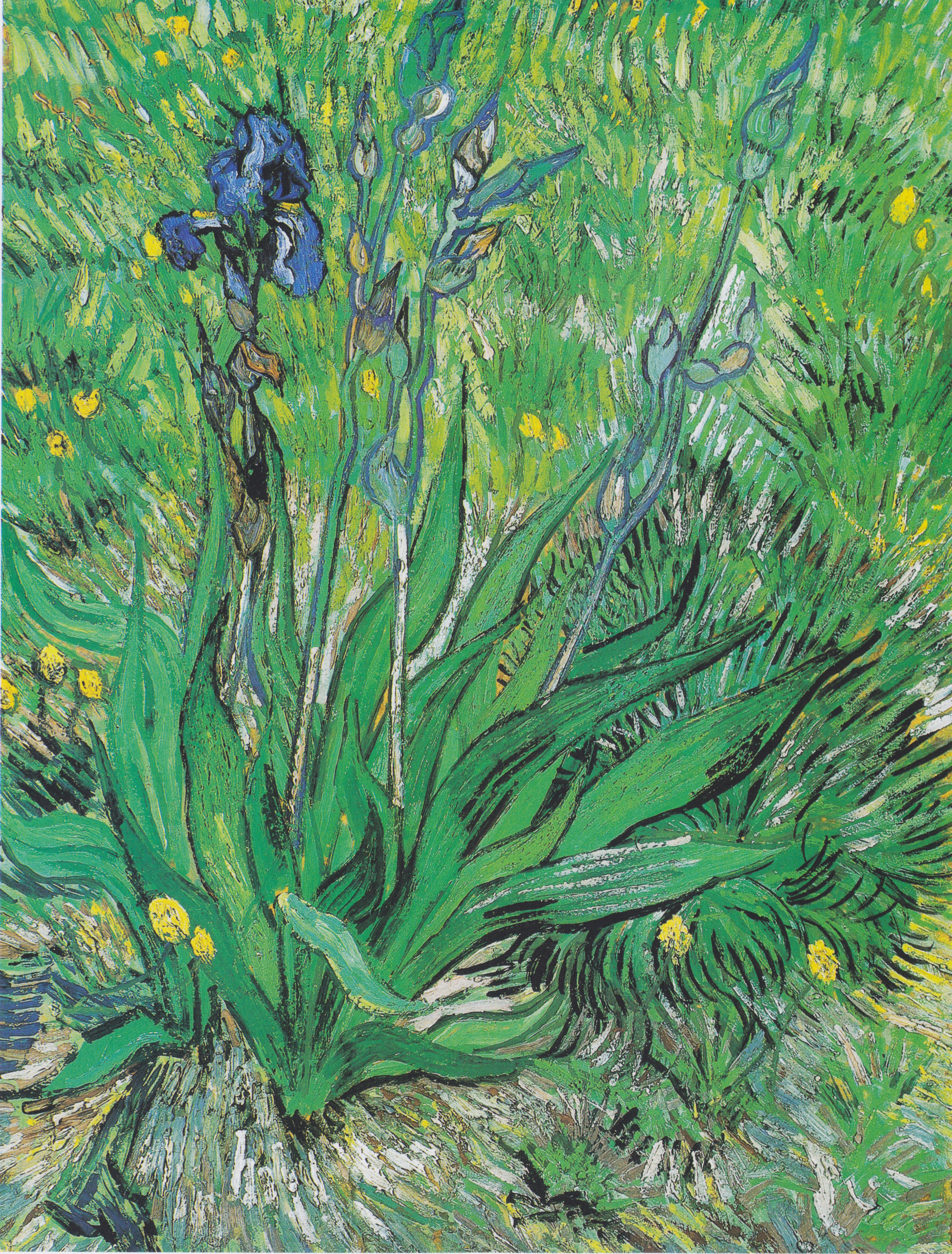
Вінсент ван Гог. «Півники», 1889 р.
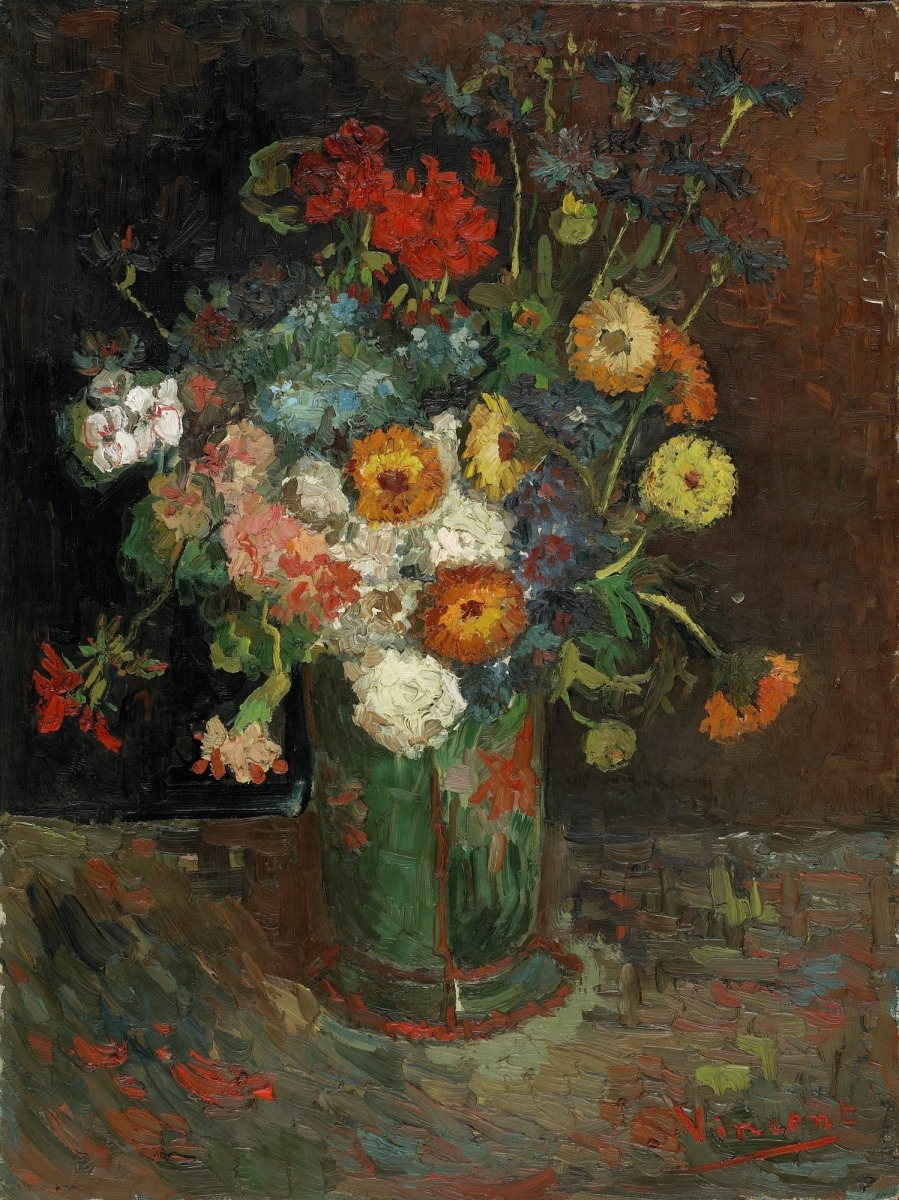
Вінсент ван Гог. «Квітковий натюрморт», 1886
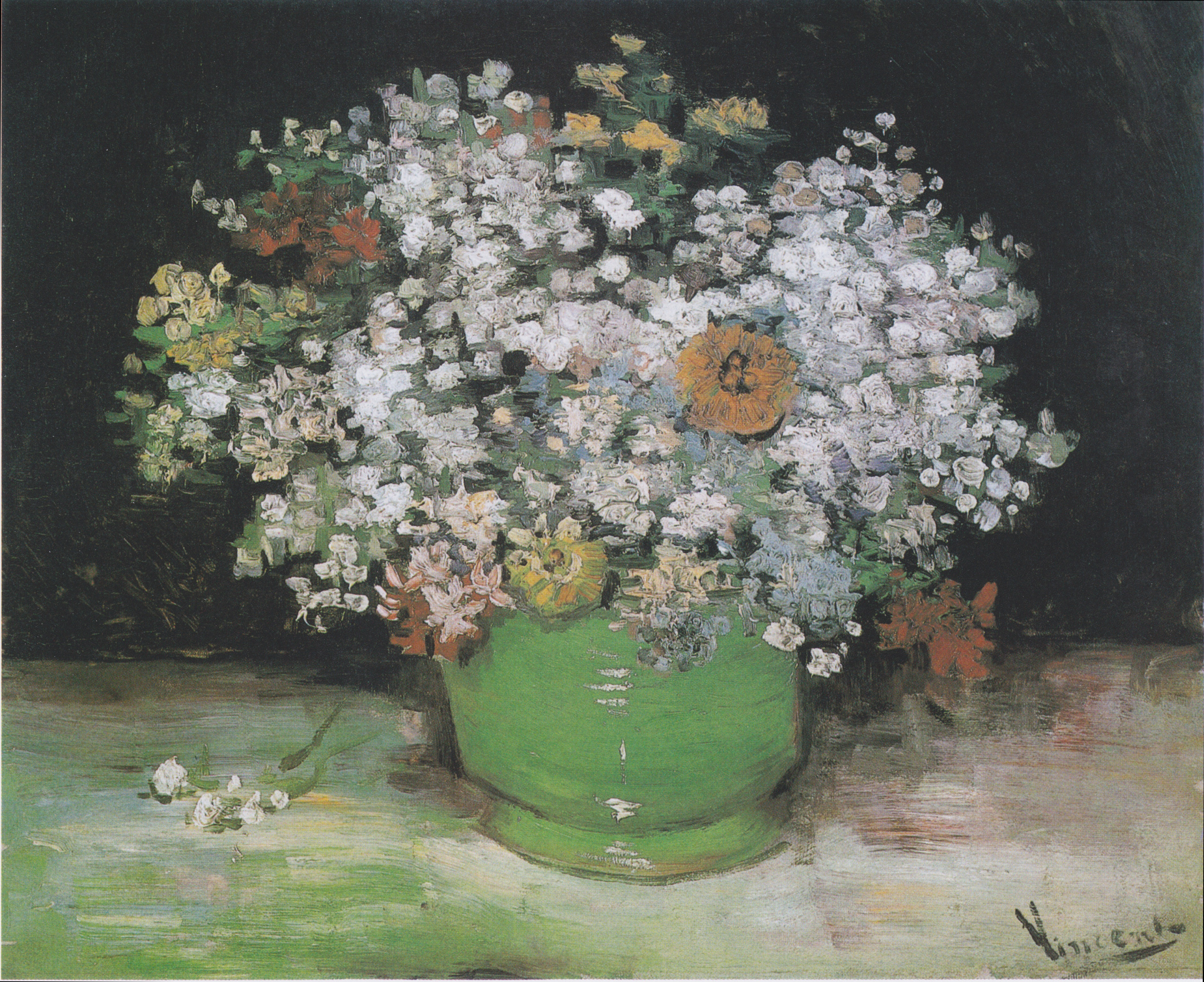
Вінсент ван Гог. «Квітковий натюрморт у зеленій вазі», 1886
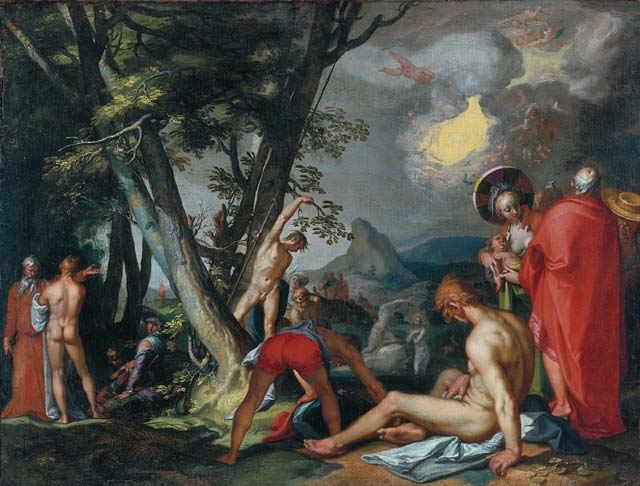
Абрагам Блумарт. «Хрещення в Йордані», 1602
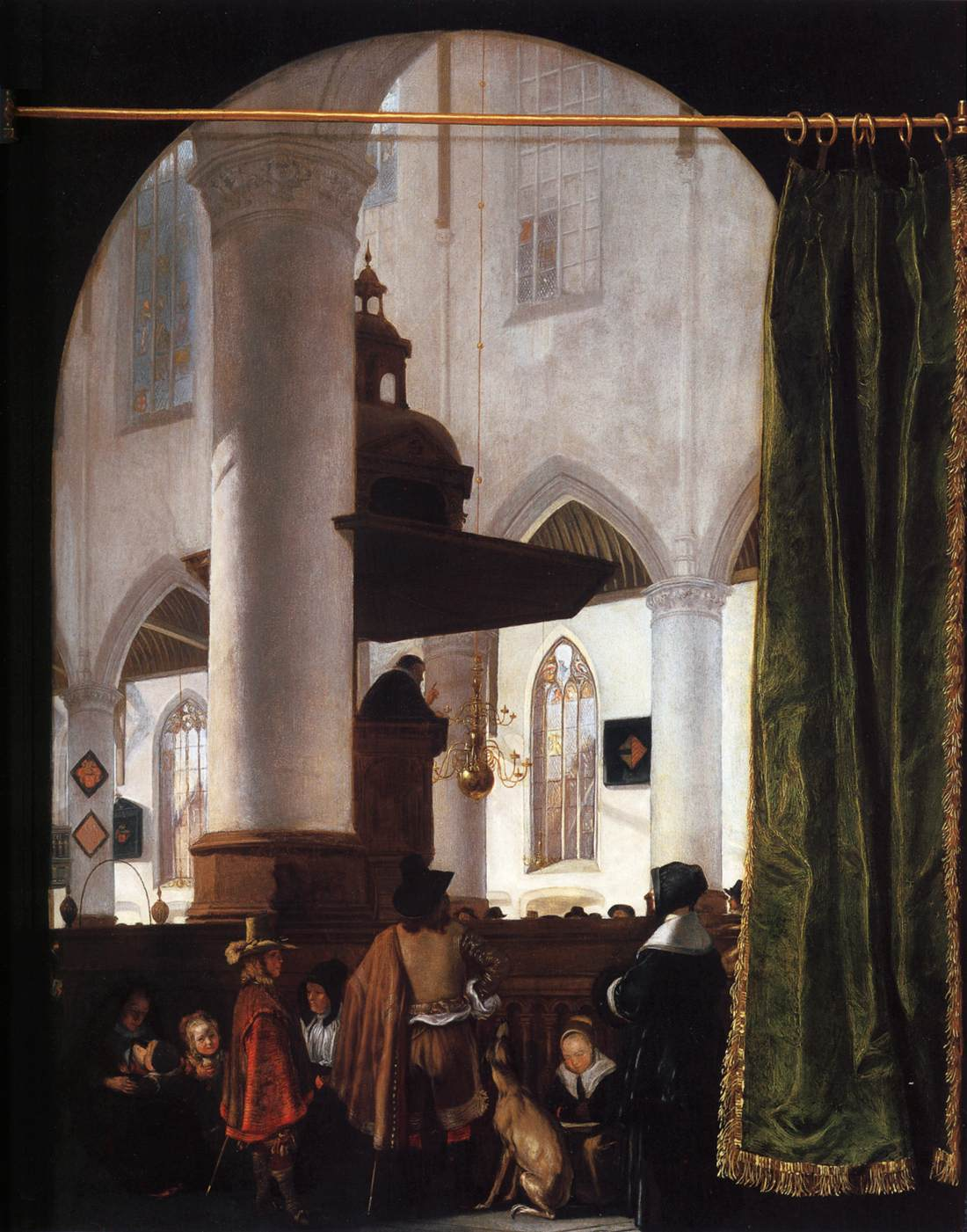
Еммануель де Вітте. «Проповідь у церкві Оуде Керк, Делфт», до 1652
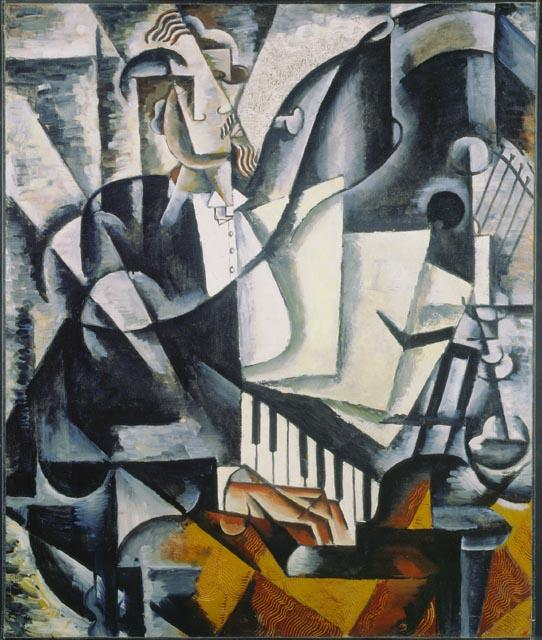
Любов Попова. «Піаніст», 1914